# Orepukia pallida
Orepukia pallida är en spindelart som beskrevs av Forster och Wilton 1973. Orepukia pallida ingår i släktet Orepukia och familjen trattspindlar. Inga underarter finns listade i Catalogue of Life.